# Bromus maritimus
Bromus maritimus är en gräsart som först beskrevs av Charles Vancouver Piper, och fick sitt nu gällande namn av Albert Spear Hitchcock. Bromus maritimus ingår i släktet lostor, och familjen gräs. Inga underarter finns listade i Catalogue of Life.